# 坂出市立大橋記念図書館
坂出市立大橋記念図書館 （さかいでしりつおおはしきねんとしょかん）は、香川県坂出市寿町1-3-10にある公共図書館。
「大橋記念図書館」という名称の由来は瀬戸大橋ではなく、建設費の寄贈者の名前（大橋正行夫妻）である。2019年度末の蔵書数は197,346点、2019年度の貸出数は340,186点であり、2019年度の人口1人あたり貸出点数は6.26点。英語表記はSakaide Ohashi Memorial Libraryであり、SOML（ソムール）という略称がある。

## 歴史

### 鎌田共済会図書館（1923年-1951年）
坂出の鎌田家は寛政元年（1789年）に鎌田醤油を創業し、醸造業や製塩業で財を成した旧家である。「讃岐坂出塩業の父」と呼ばれた鎌田勝太郎は、1894年（明治27年）には衆議院議員（貴族院議員）に当選して政界に進出し、1918年（大正7年）には財団法人鎌田共済会を設立した。早くから図書館の建設が計画されていたが、1921年（大正10年）に建設が正式に決定し、1922年（大正11年）9月には鉄筋コンクリート造3階建の鎌田共済会図書館が開館した。
開館にあたって香川県内の先進図書館を参考とし、関係者から助言を受けている。鎌田共済会図書館は日本で最初期の本格的鉄筋コンクリート造の図書館建築であり、全国有数の規模を持つ私立図書館として知られた。閲覧室は男女別に分かれており、その他には児童用閲覧室や新聞閲覧室があった。1923年（大正12年）末には蔵書数が1万冊を超えた。1937年頃には綾歌郡陶村（現・綾歌郡綾川町陶）に鎌田共済会図書館陶分館が設置された。

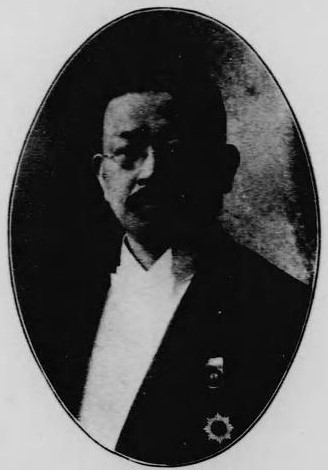
鎌田共済会を設立した鎌田勝太郎
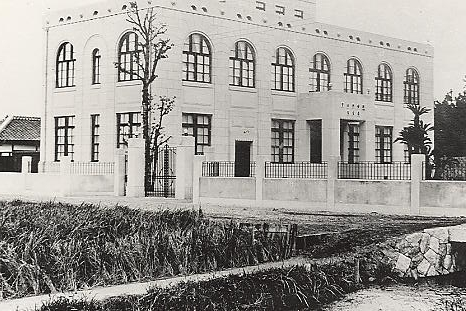
1922年の鎌田共済会図書館
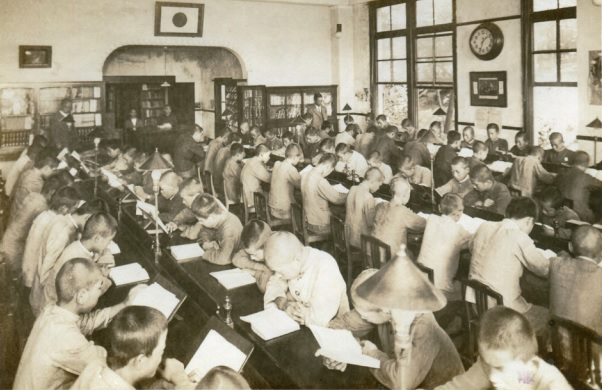
1941年頃の鎌田共済会図書館の男子・学生閲覧室
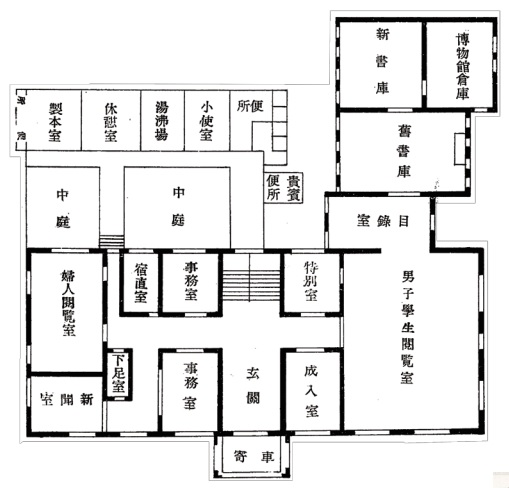
1941年の鎌田共済会図書館のフロアマップ

### 坂出市立図書館（1951年-1979年）
戦後の1951年（昭和26年）4月、坂出市は鎌田共済会から鎌田共済会図書館の建物を借り受け、坂出市立図書館が開館した。同年6月には個人貸出を開始し、1954年（昭和29年）4月には団体貸出を開始している。坂出市立図書館が開架式図書館となったのは1958年（昭和33年）4月のことである。同年4月には移動図書館（巡回貸出）を開始し、1962年（昭和37年）には島嶼部に対する巡回配本も開始した。
1975年（昭和50年）には視覚障碍者に対して録音した坂出市広報を配達する「音の図書館」サービスを開始した。1978年（昭和53年）には移動図書館車を買い替えた。
1979年（昭和54年）に役目を終えた坂出市立図書館の建物は、坂出市から鎌田共済会に所有者が移り、1925年（大正14年）に開館していた鎌田共済会郷土博物館の新館となった。1998年（平成10年）12月11日には「鎌田共済会郷土博物館（旧図書館）」という名称で登録有形文化財に登録された。

### 坂出市立大橋記念図書館（1979年-）
1977年（昭和52年）、坂出市は大橋正行夫妻から児童福祉資金として塩田跡地14,836m2を寄贈された。坂出市はかつて中学校があった土地に図書館の建設を計画し、1978年（昭和53年）10月に着工、1979年（昭和54年）11月に坂出市立大橋記念図書館が開館した。設計は地域設計研究所、施工は鹿島建設。1986年（昭和61年）には図書館内に大橋正行の胸像が建てられている。なお、1978年（昭和53年）には坂出市と岡山県倉敷市を結ぶ瀬戸大橋が着工され、1988年（昭和63年）に全線開通しているが、大橋記念図書館の名称とは関係がない。
1995年（平成7年）には香川県立図書館とのオンラインネットワークを開始し、2001年（平成13年）2月にはインターネットによる蔵書検索(OPAC)を開始した。2003年（平成15年）4月には移動図書館車を買い替えた。2003年（平成15年）6月にはファーストブック事業を開始し、2004年（平成16年）9月にはブックスタート事業を開始。これらの結果、2005年（平成17年）12月には子どもの読書活動優秀実践図書館として香川県教育長表彰を受け、2007年（平成19年）4月には子どもの読書活動優秀実践図書館として文部科学大臣表彰を受けた。
2007年（平成19年）1月には館内に健康情報コーナーを設置し、同年10月には暮らし支援コーナーに発展させた。2008年（平成20年）1月には元坂出市長の島田恭平の遺族から坂出市に贈られた寄付金を基にして、島田恭平翁文庫を設置した。2010年（平成22年）8月には「古のキーパーソンコーナー」を、2012年（平成24年）8月には「せかいのえほんコーナー」を、2013年（平成25年）5月には「ティーンズコーナー」を、2014年（平成26年）4月には「読みメンコーナー」を設置した。
図書館で活動している様々なグループの集合体として、2003年（平成15年）11月に設立された坂出市立大橋記念図書館友の会があるが、2019年度（令和元年度）には香川県のボランティア大賞を受賞し、2021年（令和3年）には子どもの読書活動優秀実践団体として文部科学大臣表彰を受けた。同年には移動図書館車両「なかよしブックン」の新規車両を購入し、2003年（平成15年）に購入した車両を更新した。絵本作家のはたこうしろうが車両ラッピングを手掛けている。

## 施設

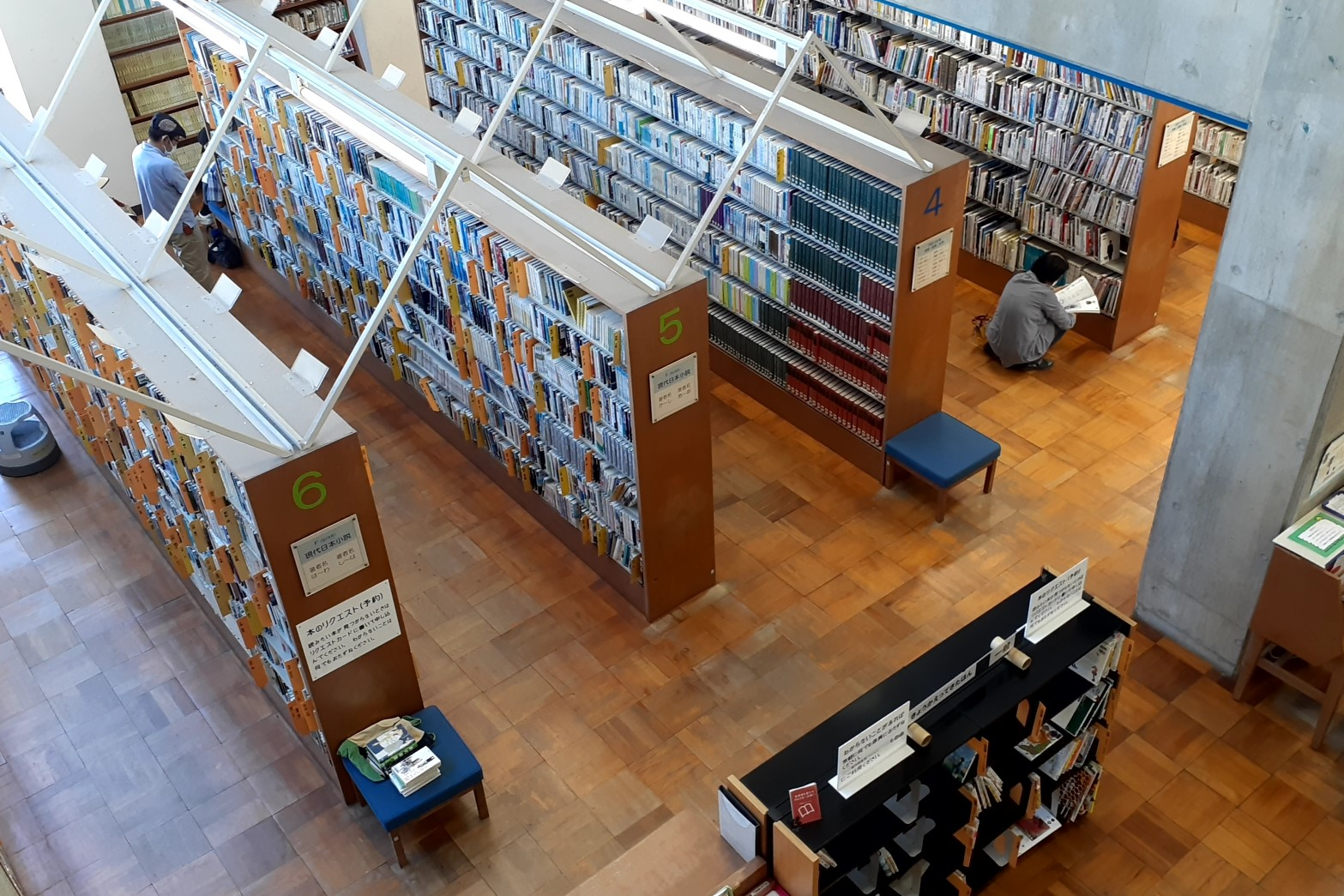
一般開架室

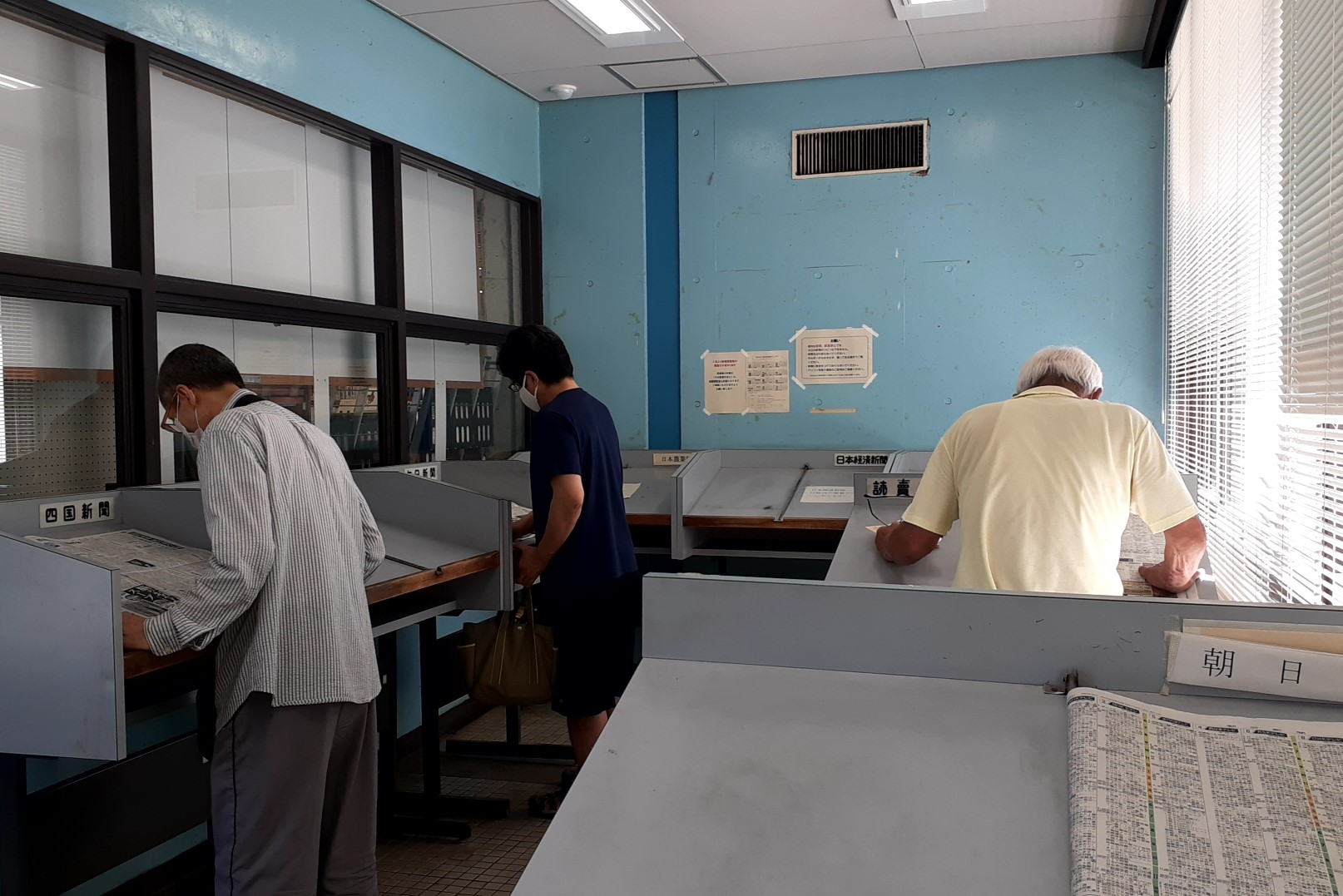
新聞閲覧室

### 特殊文庫
- 個人名を冠した文庫
  - 島田恭平翁文庫 - 2008年（平成20年）1月に開設された[10]。元坂出市長であり坂出市名誉市民の島田恭平の名を冠す。小学校の調べ学習に役立つ文献[15]。
  - 津島文庫 - 官僚・政治家であり坂出市名誉市民の津島壽一から1979年（昭和54年）に寄贈された資料[15]。
  - 岩瀬文庫 - 坂出市議会議長の岩瀬亀之進から1962年（昭和37年）に寄贈された資料[15]。

### フロア案内
一般開架室、児童図書室、視聴覚関係、アトリエ棟の4つのゾーニングがなされている。児童図書室にはじゅうたんコーナー、親子コーナー、読み聞かせコーナーなどが設置されている。開館にあたって、鹿児島県から船で16本のクスノキが運ばれ、図書館の敷地に植樹された。図書館内にはフリーWiFiが設置されている。
- 1階
  - 一般開架室
  - 児童閲覧室
  - 新聞閲覧室
  - 移動図書館車庫
  - 事務室

- 2階
  - 閲覧室（学習室）
  - 展示室
  - 視聴覚室
  - 多目的室
  - 書庫
  - 天体観察室
  - PC室